# Wolha Akimawa
Wolha Dzmitryjeuna Akimawa (biał. Вольга Дзмітрыеўна Акімава, ros. Ольга Дмитриевна Акимова, Olga Dmitrijewna Akimowa; ur. 11 lipca 1883 w powiecie połockim, zm. 4 lipca 1969) – białoruska radziecka fykolożka, jedna z pierwszych badaczek fykoflory w zbiornikach wodnych Białoruskiej SRR, pierwsza dziekan Wydziału Biologii Białoruskiego Uniwersytetu Państwowego.

## Biografia

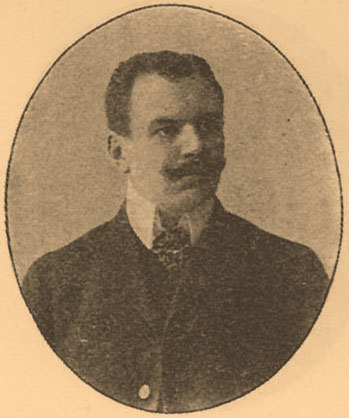
Prof. Mikałaj Hajdukou, nauczyciel Wolhi Akimawej

Urodziła się 11 lipca 1883 roku w powiecie połockim guberni witebskiej Imperium Rosyjskiego. W latach 1906–1912 ukończyła Szkołę Wyższą i Wyższe Kursy Przyrodoznawcze w Petersburgu. W latach 1921–1924 (według innych źródeł: 1920–1924) była asystentką w Witebskim Instytucie Nauczycielskim, a w latach 1938–1941 docentem w Witebskim Instytucie Pedagogicznym. W latach 1924–1938 i 1943–1956 pracowała na Białoruskim Uniwersytecie Państwowym (BUP) jako docent w Katedrze Botaniki. Była pierwszą dziekan Wydziału Biologii BUP; pełniła tę funkcję dwukrotnie: w latach 1931–1932 oraz 1944–1948 (według innych źródeł: 1943–1948). Po II wojnie światowej organizowała przywrócenie działalności Wydziału Biologii BUP, za co w 1953 roku została odznaczona Orderem Lenina.
Wolha Akimawa była uczennicą prof. Mikałaja Hajdukoua, fykologa kierującego Katedrą Botaniki w latach 1924–1928. Była jedną z pierwszych badaczek fykoflory w Białoruskiej SRR, badała jej skład gatunkowy i ilościowy oraz biomasę fitoplanktonu w zbiornikach wodnych tej republiki. Prowadziła także badania nad bakteriami siarkowymi w okolicach Mińska.

## Prace
Wolha Akimawa była autorką wielu prac naukowych, m.in.:
- Da fłory azior Biełarusi. „Wucz. zap. BDU”. № 28, 1936. (biał.).brak numeru strony;
- K fłorie wodoroslej rieki Zapadnoj Dwiny: Gidrobiołogiczeskije issledowanija rieki Zapadnoj Dwiny w rajonie Witiebska. „Ucz. zap. BGU. Sierija biołogiczeskaja”. Wyp. 7, 1948. (ros.).brak numeru strony;
- Fitopłankton pojmiennych wodojomow i pritokow Pripiati. W: Trudy kompleksnoj komissii po izuczeniju wodojomow Polesja. Mińsk: 1956. (ros.). Brak numerów stron w książce